# Costituzione di Cuba

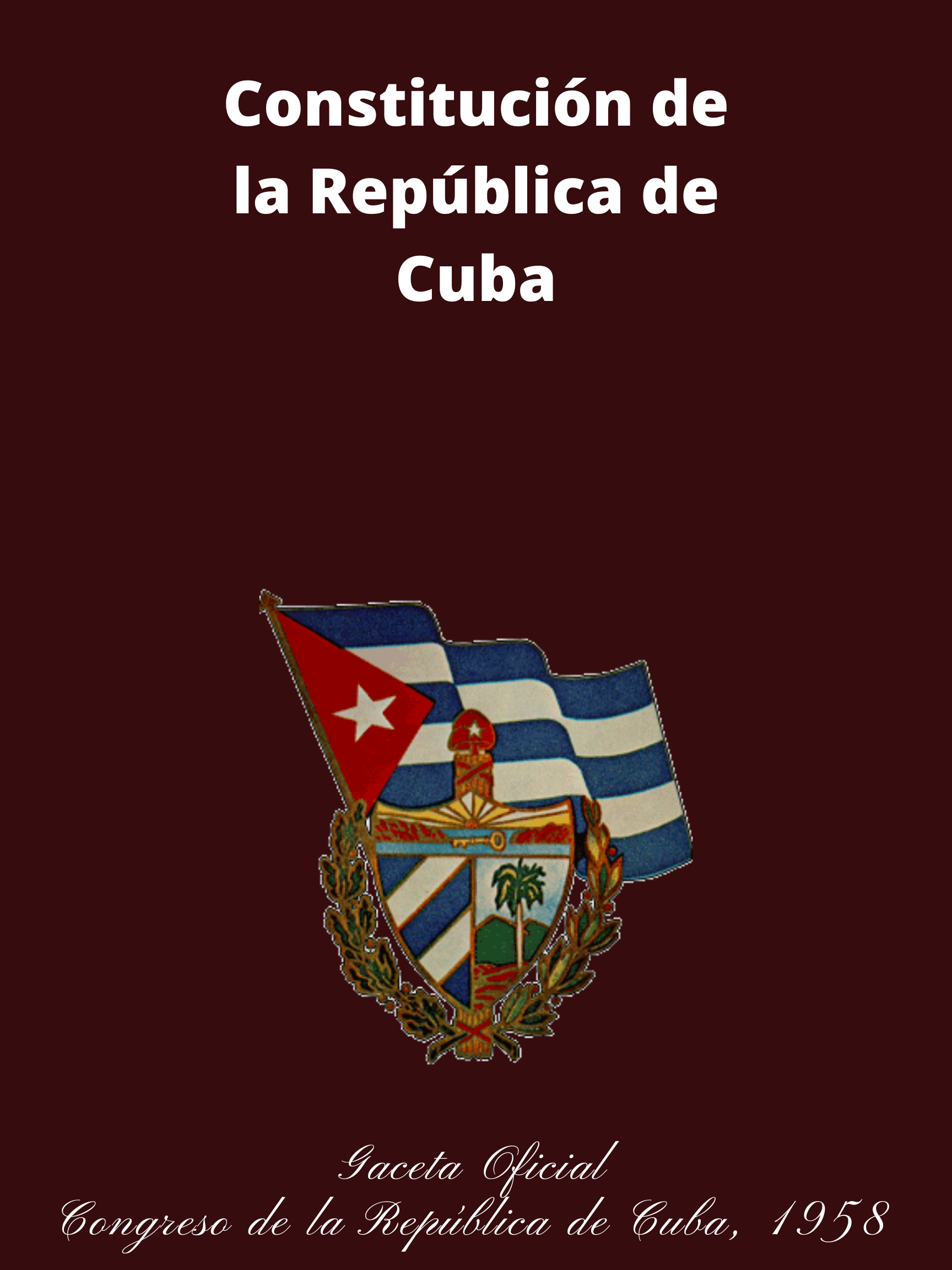
Copertina della Costituzione cubana

La Costituzione cubana fu approvata nel 1976 dall'Assemblea nazionale del potere popolare. Ricalca le costituzioni dei paesi del socialismo reale.
Stabilisce, infatti, che la guida politica della società spetta al Partito Comunista di Cuba e conferisce il potere legislativo sia al Parlamento (Assemblea del Poder Popular) sia al Consiglio di Stato.

## Ordinamento istituzionale
L'Assemblea nazionale del potere popolare, di 614 membri, viene eletta ogni 5 anni, si può paragonare al Soviet Supremo della Costituzione sovietica del 1936 ed ha il potere di modificare la Costituzione con la maggioranza dei 2/3 dei suoi membri, si riunisce in due sessioni (giugno-dicembre) ogni anno e i suoi dibattiti durano soltanto alcuni giorni; perciò in sua assenza il potere legislativo ordinario è nelle mani del Consiglio di Stato, il quale lo esercita emanando decreti legge.
Questo, che si può paragonare al Presidium del Soviet Supremo, è composto da trentuno  alti esponenti del partito comunista, nominati dal Parlamento; il suo presidente è Capo di stato e di governo e, in caso di morte o dimissioni, viene sostituito dal primo vicepresidente, secondo l'articolo 94 della Magna Carta della Repubblica.
I singoli ministri  vengono scelti dall'Assemblea Nazionale del Poder Popular e/o dal Consiglio di Stato su proposta del suo Presidente.
Il governo, perciò, che con la Ley Fundamental del 7 Feb.1959, sostitutiva della Magna Carta del 1940, aveva i poteri legislativo ed esecutivo, con la Costituzione del 1976 riacquistò solo quello esecutivo.
Esso si insedia senza ricevere la fiducia, come succede invece nei sistemi parlamentari, da parte dell'Assemblea Nazionale legislativa.

## Storia
La Costituzione Cubana venne modificata nel 1992, anno nel quale fu cancellato il principio dell'ateismo di stato ed introdotto quello della laicità, e nel 2002, quando, in seguito alla raccolta delle firme da parte dell'oppositore Oswaldo Payá, la cosiddetta petizione Varela, in cui si chiedevano modifiche che introducessero il pluripartitismo e le libertà politiche ed economiche, Fidel Castro in persona chiese al Parlamento di sancire che la costituzione socialista non potesse essere modificata in senso capitalista.
La norma venne approvata non solo dall'Assemblea nazionale del potere popolare, ma anche da un referendum popolare.

## Contenuto
Gli articoli della Costituzione modificata sono complessivamente 137.
Stabiliscono, tra gli altri principi, uguali diritti ai cittadini, divieto di discriminazioni sessuali e razziali, sanità e istruzione a carico dello Stato, libertà di parola in conformità ai fini della società socialista, subordinazione gerarchica dei tribunali della Repubblica alla Assemblea Nacional del Poder Popular e al Consiglio di Stato, diritto alla piccola proprietà della terra e della casa, esistenza delle sole associazioni riconosciute dallo Stato.